# Нефтегазоносность
Нефтегазоносность (газонефтеносность) — представляет собой совокупность признаков, которые характеризуют перспективы обнаружения нефти и газа в регионах, а также качественный состав и структуру углеводородных запасов.

## Этажи нефтегазоносности
Этаж нефтегазоносности определяется как интервал разреза от самого нижнего до самого верхнего продуктивного горизонта месторождения.

## Признаки и факторы
Существуют прямые и косвенные признаки наличия нефти и газа, а также процессов их миграции и образования.
Прямые признаки включают в себя различные проявления газа и нефти, начиная от наблюдения газовых выбросов и притоков нефти до полного пропитывания горных пород и образования грязевых вулканов.
Косвенные признаки включают изменения в химическом составе пластовых вод, а также повышенное содержание различных химических соединений, таких как бензол, толуол, нафтеновые кислоты, йод, бром и углеводородные газы, включая иногда сероводород, а также пониженное содержание сульфатов.

## Прямые признаки

#### Газонефтепроявление
Газонефтепроявления включают в себя выходы газа и нефти на поверхность земли в результате естественных процессов или исследовательских бурений. Такие проявления могут быть видны в виде газовых фонтанов, выделений нефти на земле или водной поверхности, а также природных выходов газа из пород.

#### Промышленные притоки нефти и газа
Промышленные притоки нефти и газа являются непосредственным доказательством наличия крупных нефтегазоносных залежей. Эти притоки могут возникать в результате бурения скважин или естественных процессов, приводящих к выбросу углеводородов на поверхность.

#### Грязевые вулканы
Грязевые вулканы представляют собой геологические аномалии, в которых происходит выброс газов, нефти и грязи на поверхность земли. Эти явления могут быть связаны с высоким давлением и накоплением углеводородов в подземных образованиях, что указывает на наличие газонефтеносных залежей.

## Косвенные признаки

#### Химические индикаторы в пластовых водах
Анализ химического состава пластовых вод может выявить наличие различных химических соединений, таких как бензол, толуол, нафтеновые кислоты и другие углеводороды. Повышенное содержание этих соединений может свидетельствовать о присутствии нефти и газа в глубоких горных образованиях.

## Пример региона с высокой нефтегазоносностью
В контексте Севера Западо-Сибирской нефтегазоносной провинции (НГП) можно выделить два основных газонефтесодержащих комплекса, разделённых глинистыми толщами, играющими роль региональных покрышек и контролирующих распределение залежей нефти и газа.
Сеноманский комплекс характеризуется благоприятными условиями для образования крупных залежей газа, в то время как Нижнесреднеюрский комплекс, перекрытый глинами верхнего юра, также имеет потенциал для образования газонефтеносных залежей.